# Arawe-Pasismanua jezici
Arawe-Pasismanua jezici, skupina austronezijskih jezika koja čini jedan od tri glavnih grana jugozapadnih novobritanskih jezika. 
Obuhvaća 14 jezika koja se govore u Papui Novoj Gvineji, podijeljenih na dvije uže skupine a. arawe s devet jezika i istočno- i zapadnoarawskom podskupinom i jezikom Mangseng [mbh] i b. pasismanua s pet jezika.

## Vanjske poveznice
- Ethnologue (14th)
- Ethnologue (15th)